# Kropsburg
Die Kropsburg, früher auch Kropfsegg genannt, ist eine mittelalterliche Burg auf der Gemarkung der südpfälzischen Weinbaugemeinde St. Martin im Landkreis Südliche Weinstraße (Rheinland-Pfalz).
Vor ihrer Zerstörung 1689 war die Spornburg u. a. Sitz der Ritter von Dalberg. Ein 1771 von einem Dalberg-Nachkommen aus den Trümmern im Hof der Unterburg errichtetes Nachfolgegebäude wurde im 20. Jahrhundert als Restaurant betrieben. Mittlerweile ist dieses Restaurant geschlossen und die Burg nicht mehr zugänglich. Es existiert jedoch ein neueres Restaurant in der Vorburg.

## Geographie

### Lage
Die Kropsburg liegt an der Bruchzone zwischen dem Pfälzerwald im Westen und der Rheinebene im Osten. Der hügelige Übergang zwischen den beiden Landschaften ist die pfälzische Weinbauregion beidseits der Deutschen Weinstraße. Die Burg erhebt sich südlich von St. Martin in einer Höhe von 331 m auf einem Vorhügel des Hochbergs (635,3 m); dieser gehört zum Gebirgszug der Haardt, die den Ostrand des Pfälzerwalds bildet.

### Gewässer
Durch das Tal nördlich der Burg fließt von West nach Ost der Kropsbach, der etwa 20 km unterhalb bei Hanhofen von rechts in den Speyerbach mündet, einen linken Nebenfluss des Rheins.

## Geschichte

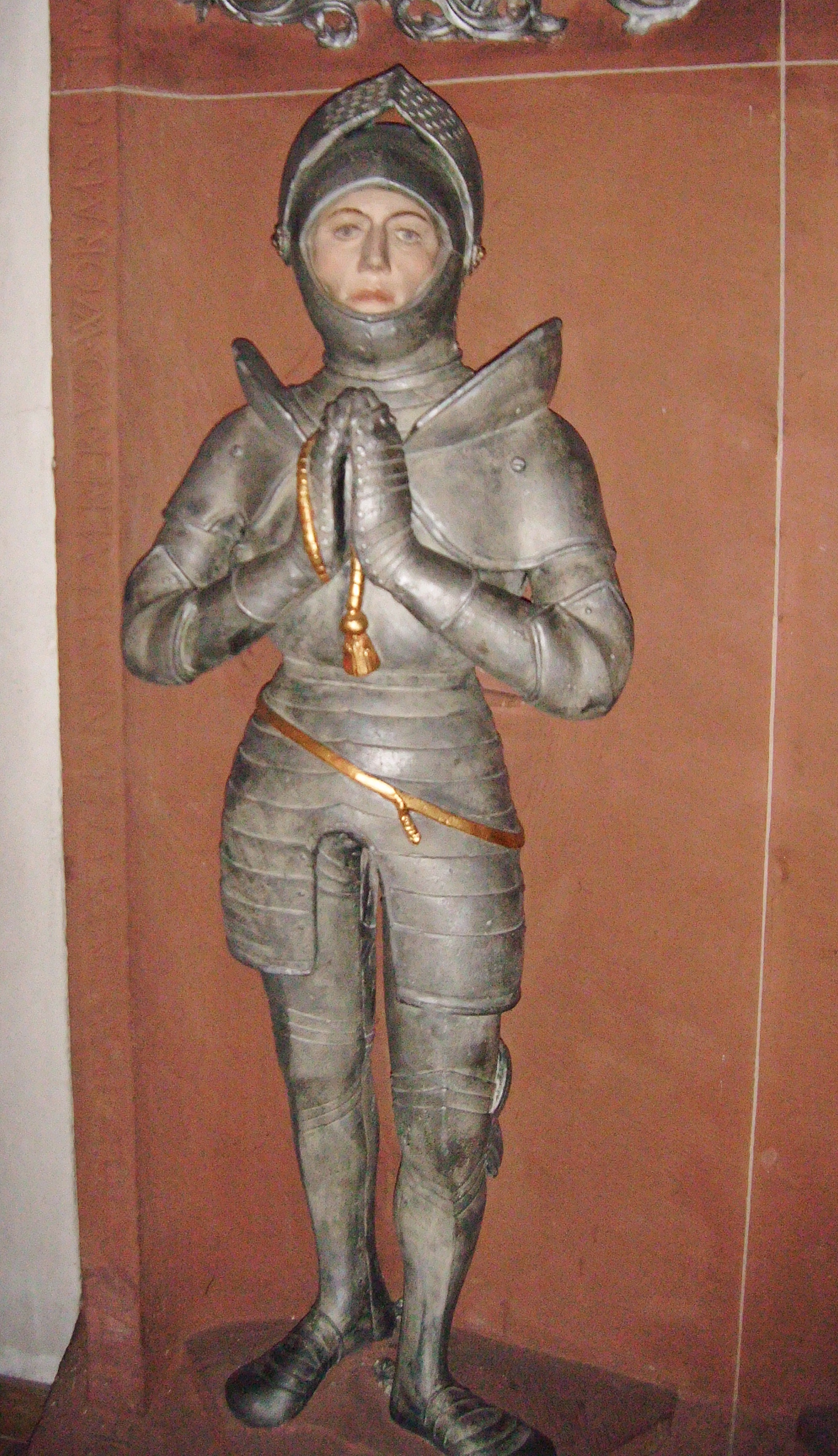
Grabfigur des Burgherrn Johann XXII. Kämmerer von Worms (Martinskirche von St. Martin)
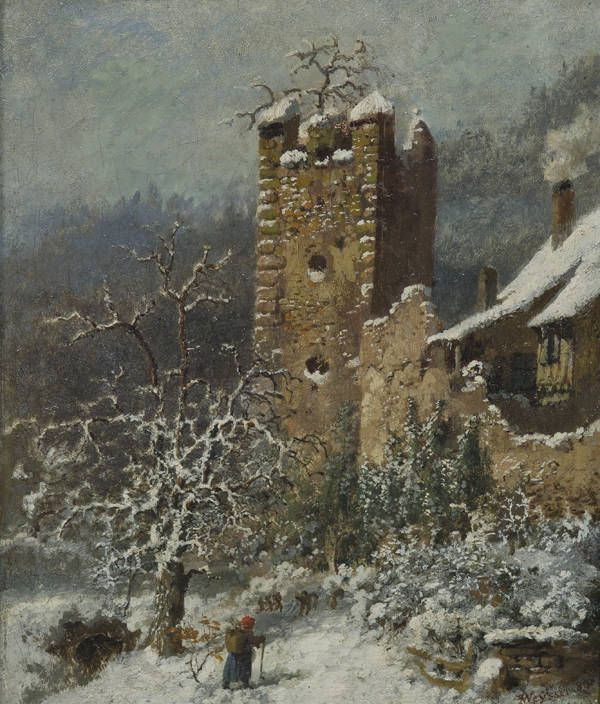
Ölbild (1889) von Karl Weysser

Die Errichtung der Kropsburg geht auf die Staufer zurück und wird auf die Zeit um 1200 datiert; damals entstand zur Abschirmung der etwa 20 km entfernt gelegenen Reichsburg Trifels ein ganzer Kranz von Burgen. Ähnlich wie die nördlich gelegene Kästenburg und die Rietburg südlich bot die Kropsburg einen weiten Ausblick in die Rheinebene.
Anfangs war die Kropsburg Sitz eines Ministerialen. Später wurde sie unter den Nachkommen der Lehnsleute weitervererbt und so zur Ganerbenburg mit mehreren Eigentümern, die sie zu einer Ober- und einer Unterburg ausbauten. Zu der Burg gehörte eine kleine Herrschaft, die aus den Orten St. Martin, Maikammer und Winnweiler bestand. Nach dem Ende der Staufer in der zweiten Hälfte des 13. Jahrhunderts kam die Kropsburg in den Besitz des Hochstifts Speyer. Dieses belehnte anteilig verschiedene Adelshäuser mit der Kropsburg, darunter die von Kropsberg, von Ochsenstein und von Odenbach. Johann III. Kämmerer von Worms erwarb 1323 von seinem Schwiegersohn, Merkel von Kropsburg, zunächst ein Haus in der Kropsburg. 1345 kaufte er dann dessen gesamten 50%igen Anteil an der Burg und zugehörigen Gütern. Die Nachkommen von Johann III. kauften zwischen 1393 und 1439 auch noch die zweite Hälfte der Kropsburg, so dass sie nun ausschließlich der Familie der Kämmerer von Worms gehörte. Von 1492 bis 1531 war aus dieser Familie Johann XXII. Kämmerer von Worms Herr auf der Kropsburg und in St. Martin, wo in der dortigen Martinskirche sein prächtiges Grabmal erhalten ist.
Im Jahr 1522 wird urkundlich die Schlosskapelle St. Ägidius genannt, für die Georg von Schwalbach, Domkustos und Generalvikar des Hochstifts Speyer, die Aufbewahrung des Allerheiligsten genehmigt. Ebenso erhält der Kaplan von St. Martin die Erlaubnis, dort zusätzlich als Seelsorger tätig zu sein.
Während die Kropsburg im 16. bzw. 17. Jahrhundert die Wirren des Bauern- und des Dreißigjährigen Kriegs nahezu unbeschadet überstand, wurde sie 1689 im Pfälzischen Erbfolgekrieg durch französische Truppen vollständig und endgültig zerstört.
1771 baute Jakob Amandus von Dalberg auf den Trümmern der Unterburg ein neues herrschaftliches Wohnhaus. Nach Umgestaltung und Modernisierung wurde es später als Restaurant betrieben, bis es geschlossen wurde. Das auf dem Gelände errichtete neue Restaurant ist für seinen Panoramablick über die Rheinebene bekannt.

## Verkehr
Die Burg kann zu Fuß oder mit dem Fahrrad von St. Martin und mit dem Auto von der Stadt Edenkoben aus erreicht werden, wo es einen Anschluss an die Autobahn 65 (Ludwigshafen–Karlsruhe) gibt.